# Francesco Anichini (intagliatore)
Francesco Anichini (Ferrara, XV secolo – prima del 1526) è stato un intagliatore, incisore e orafo italiano.

## Biografia
Nato presumibilmente a Ferrara da un Lorenzo o forse un Andrea, operò a Venezia come orafo e intagliatore di gemme. La sua prima menzione risale al 1492, quando risulta essere un artigiano già affermato e conosciuto negli ambienti di corte veneziani. Dal 1492 al 1497 fu impegnato nella lavorazione di gemme e gioielli per conto di Isabella d'Este.
Nonostante nessuna delle sue opere sia sopravvissuta, Anichini godette in vita di grande fama, come testimoniato negli scritti di Camillo Leonardi, che lo definì il più grande intagliatore d'Italia, di Niccolò Liburnio e di Antonio Musa Brasavola. Ebbe tre figli, Luigi, il più noto dei tre, Andrea e Callisto, tutti orafi e intagliatori di pietre preziose. Nel 1526 risulta essere già deceduto.
Un suo sonetto, recitato per le Selvette di Liburnio, appare nella raccolta Rime scelte dei poeti ferraresi del 1713.